# Виставочна вулиця (Київ)
Ви́ставочна ву́лиця — зникла вулиця, що існувала в Московському, нині Голосіївському районі міста Києва, місцевість Голосіїв, територія НВЦ. Пролягала від до проспекту 40-річчя Жовтня (нині Голосіївський проспект) до вулиці Заболотного.

## Історія
Виникла наприкінці 50-х років як дорога без назви, що проходила територією ВДНГ. Назву Виставочна вулиця набула 1977 року. Востаннє фігурує під назвою на карті 1987 року. Нині — знову безіменний проїзд, що пролягає від головних павільйонів НВЦ територією виставки до вулиці Академіка Заболотного.